# Universität Basra
Die Universität Basra (arabisch جامعة البصرة, DMG Jaama'a Al Basra) ist die größte Universität in Basra, Irak.
Die Hochschule wurde 1967 gegründet. Im Studienjahr 2010–2011 gab es 19.092 Studenten und 2.563 Mitarbeiter. Es gibt 14 Fachbereiche, die auf drei Universitätsstandorte verteilt sind.

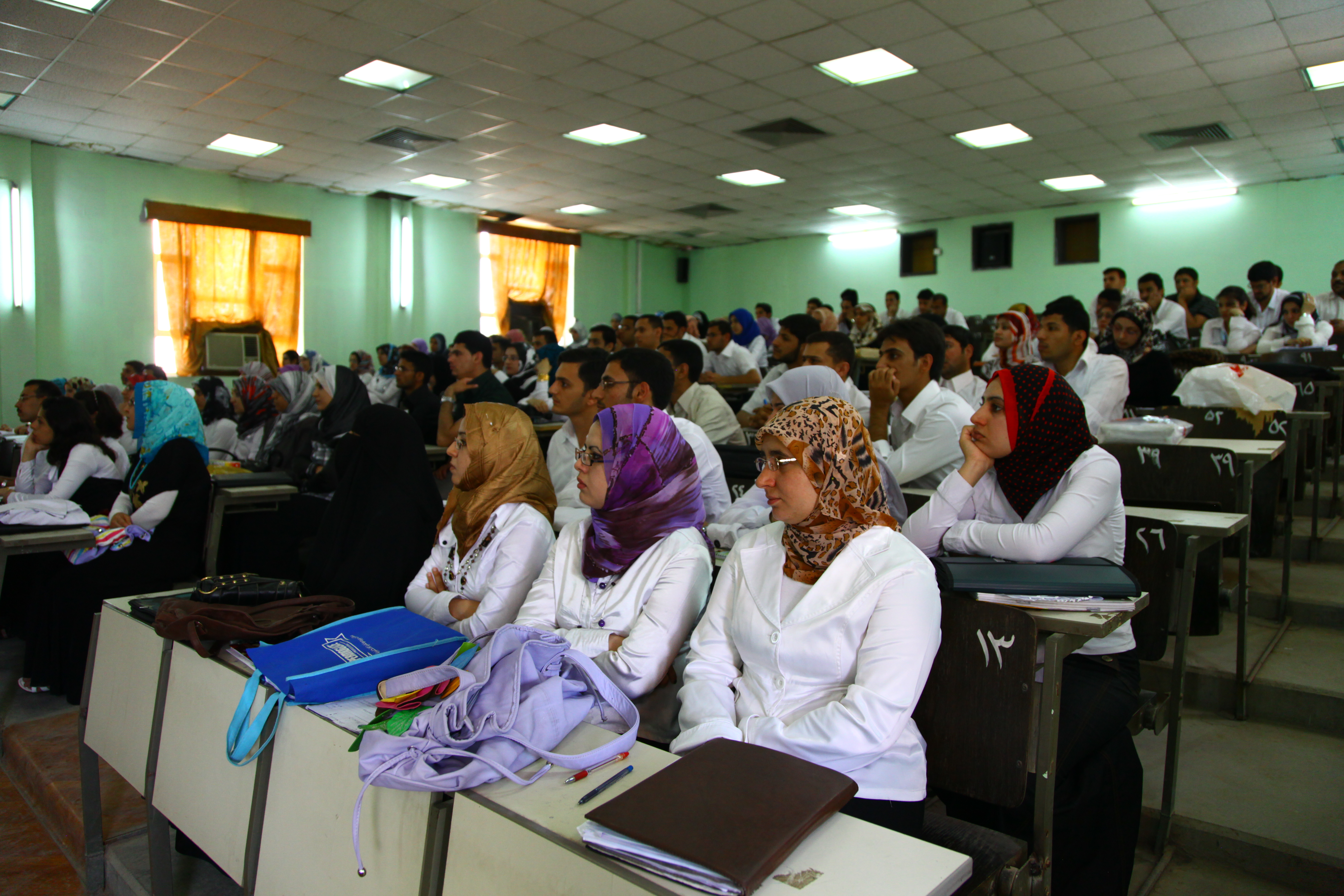
Medizinstudenten an der Universität Basra (2010)